# Punctulonicus crassus
Punctulonicus crassus är en kackerlacksart som beskrevs av Philippe Grandcolas 1997. Punctulonicus crassus ingår i släktet Punctulonicus och familjen storkackerlackor.
Artens utbredningsområde är Nya Kaledonien. Inga underarter finns listade i Catalogue of Life.